# Vanilkové rohlíčky

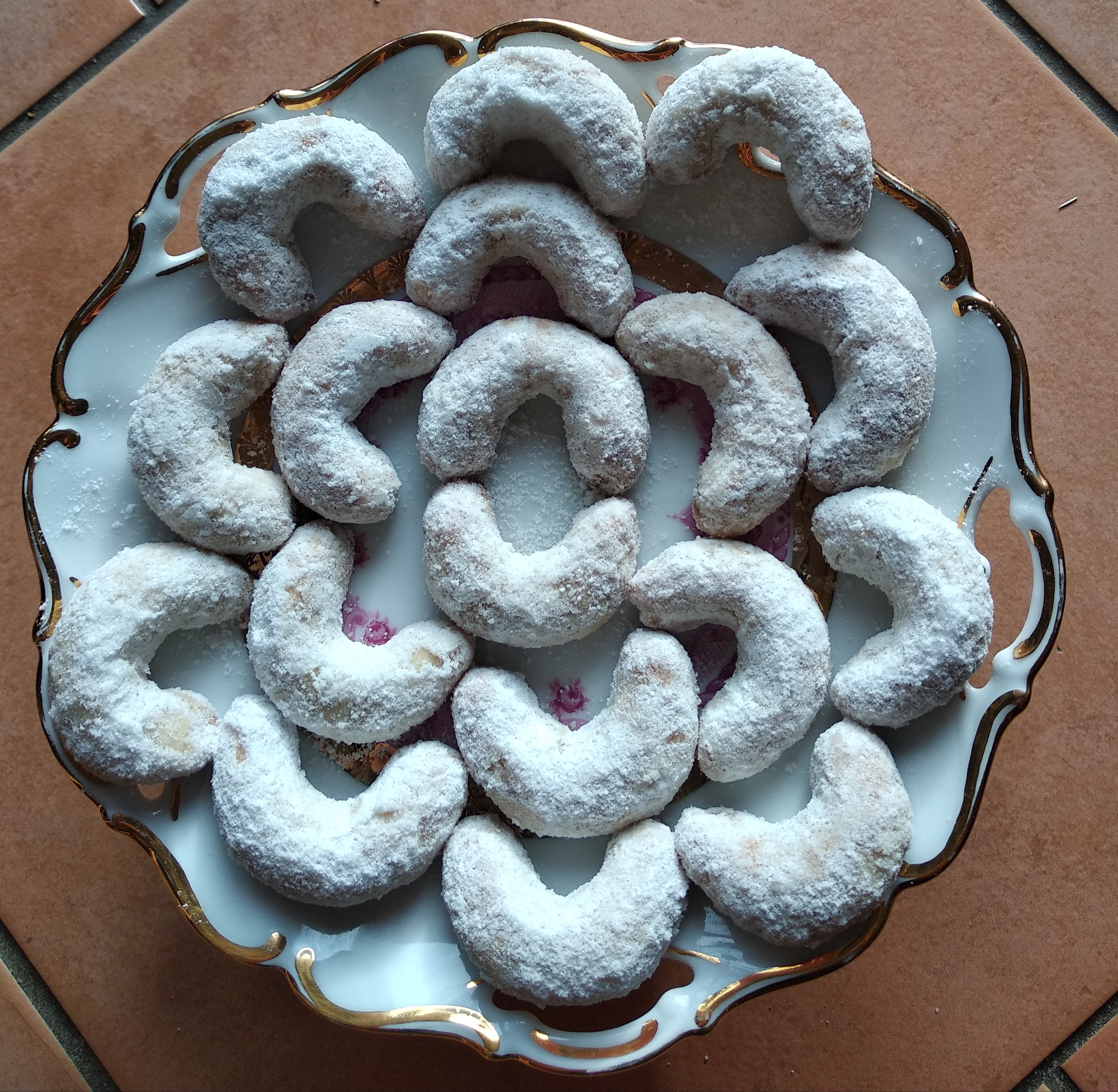
Vanilkové rohlíčky

Vanilkové rohlíčky (německý název: Vanillekipferl, bavorský název Vanüllekipfal) jsou jedním z nejznámějších vánočních cukroví. Vanilkové rohlíčky pocházejí z Rakouska, ale jsou známé na území celé bývalé Rakousko-Uherské monarchie (kromě Česka také v Rakousku, Polsku, Rumunsku, Maďarsku, na Slovensku a v Alto Adige v severní Itálii), kromě toho jsou též známé v Bavorsku (vanilkové rohlíčky jsou specialitou bavorského města Nördlingen).

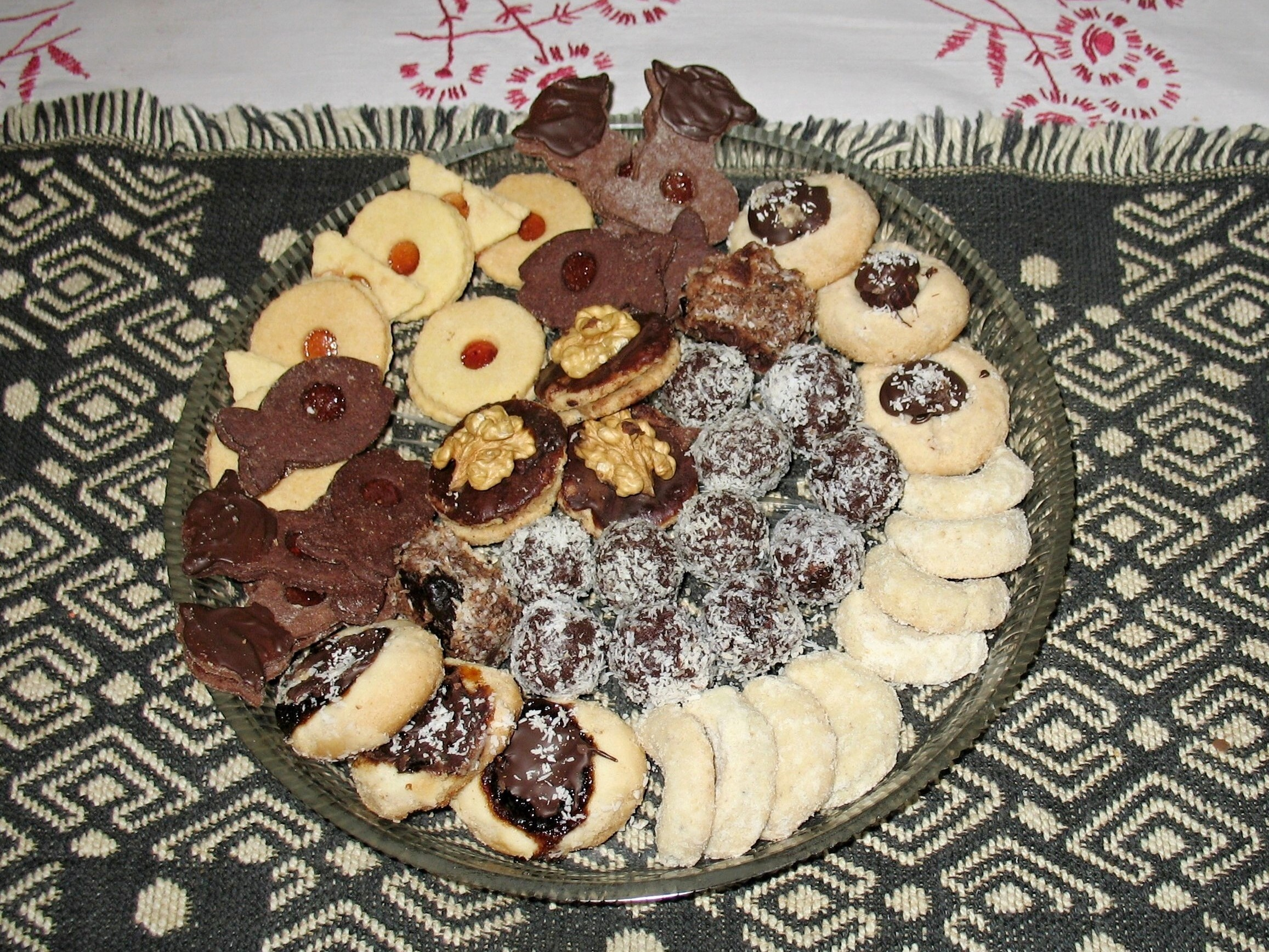
Mísa vánočního cukroví, vanilkové rohlíčky jsou vpravo dole

## Popis
Vanilkové rohlíčky jsou malé rohlíčky z křehkého těsta ve tvaru půlměsíce. Těsto se skládá z hladké mouky, cukru, namletých vlašských ořechů (případně se dají použít též lískové ořechy, arašídy nebo mandle), másla, žloutku, citronové kůry a vanilky (případně vanilkového cukru). Po upečení se rohlíčky obalují v moučkovém cukru.

### Výroba vanilkových rohlíčků

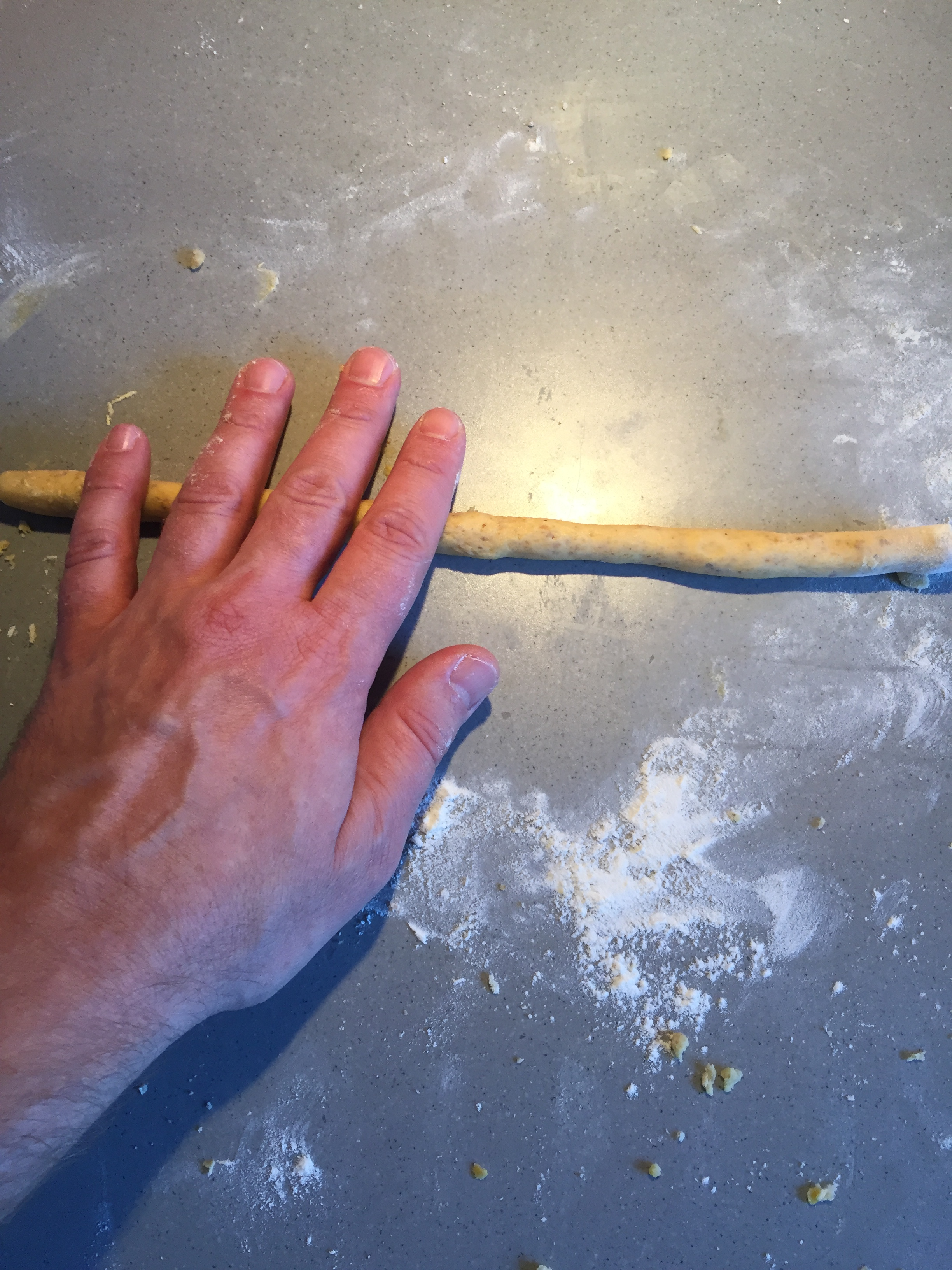
Nejprve se z těsta vyválí dlouhý úzký váleček
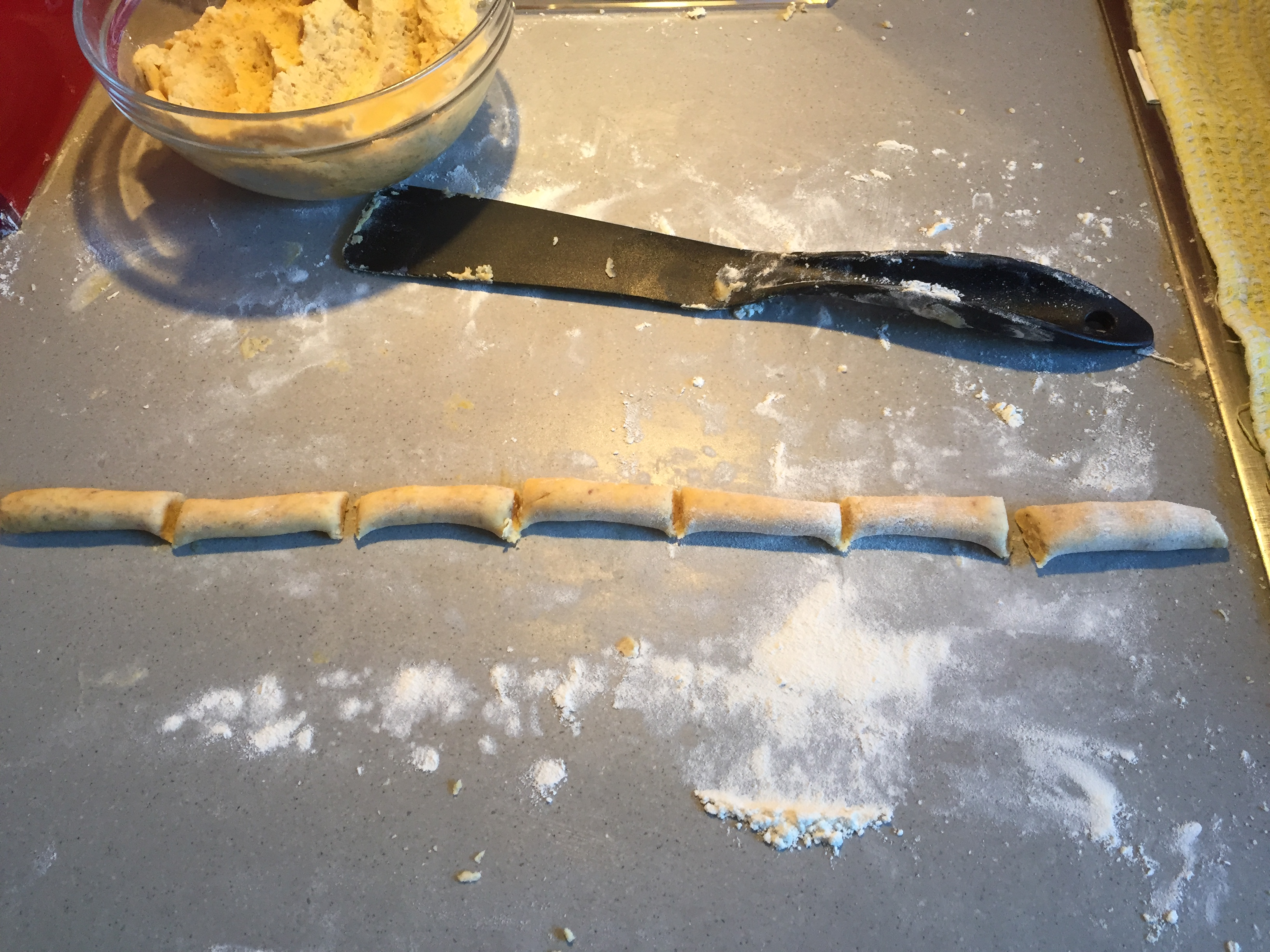
Poté se těsto rozkrájí na menší kousky
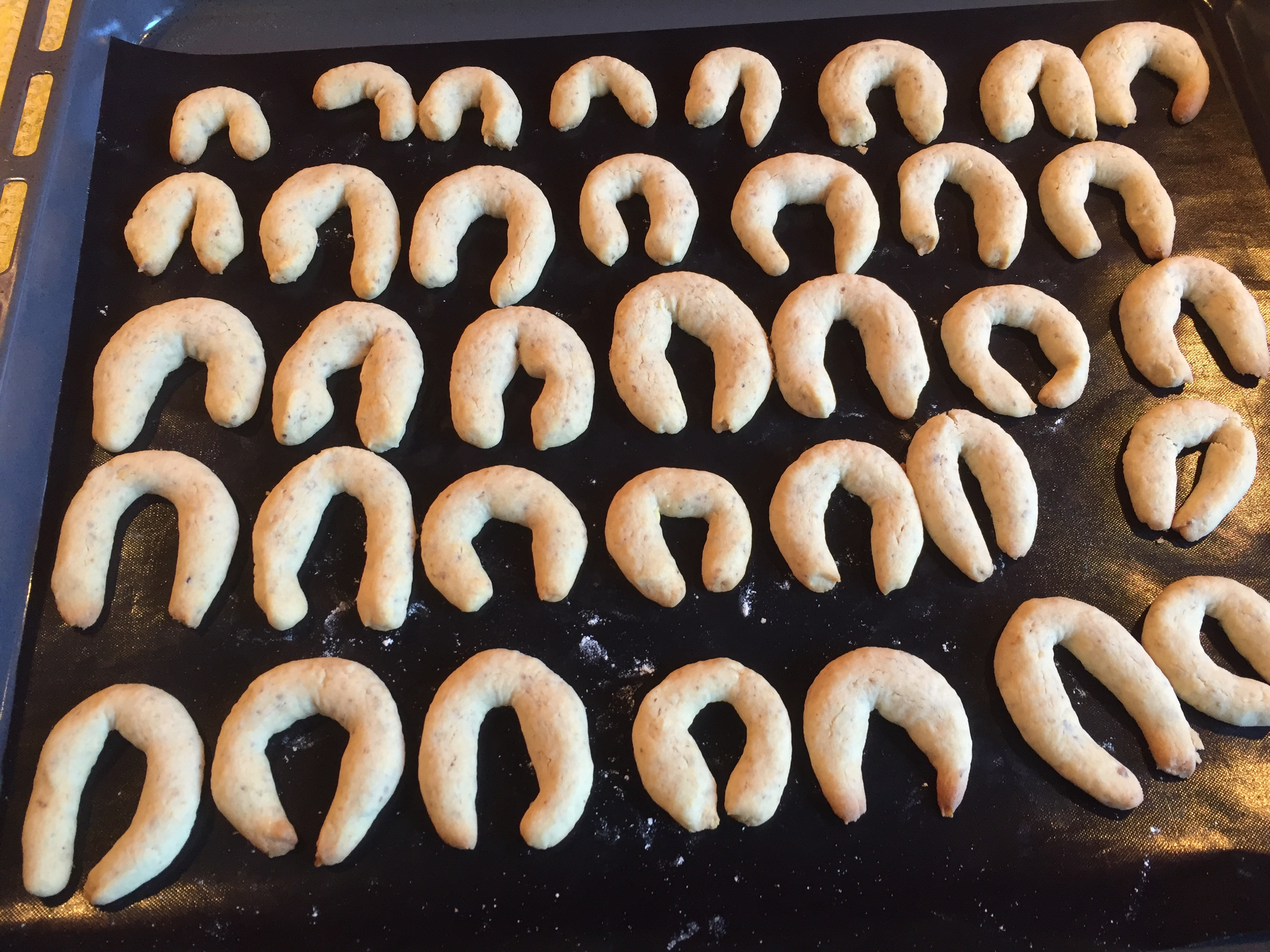
Nakonec se tyto kousky těsta vytvarují do tvaru půlměsíce a pečou se
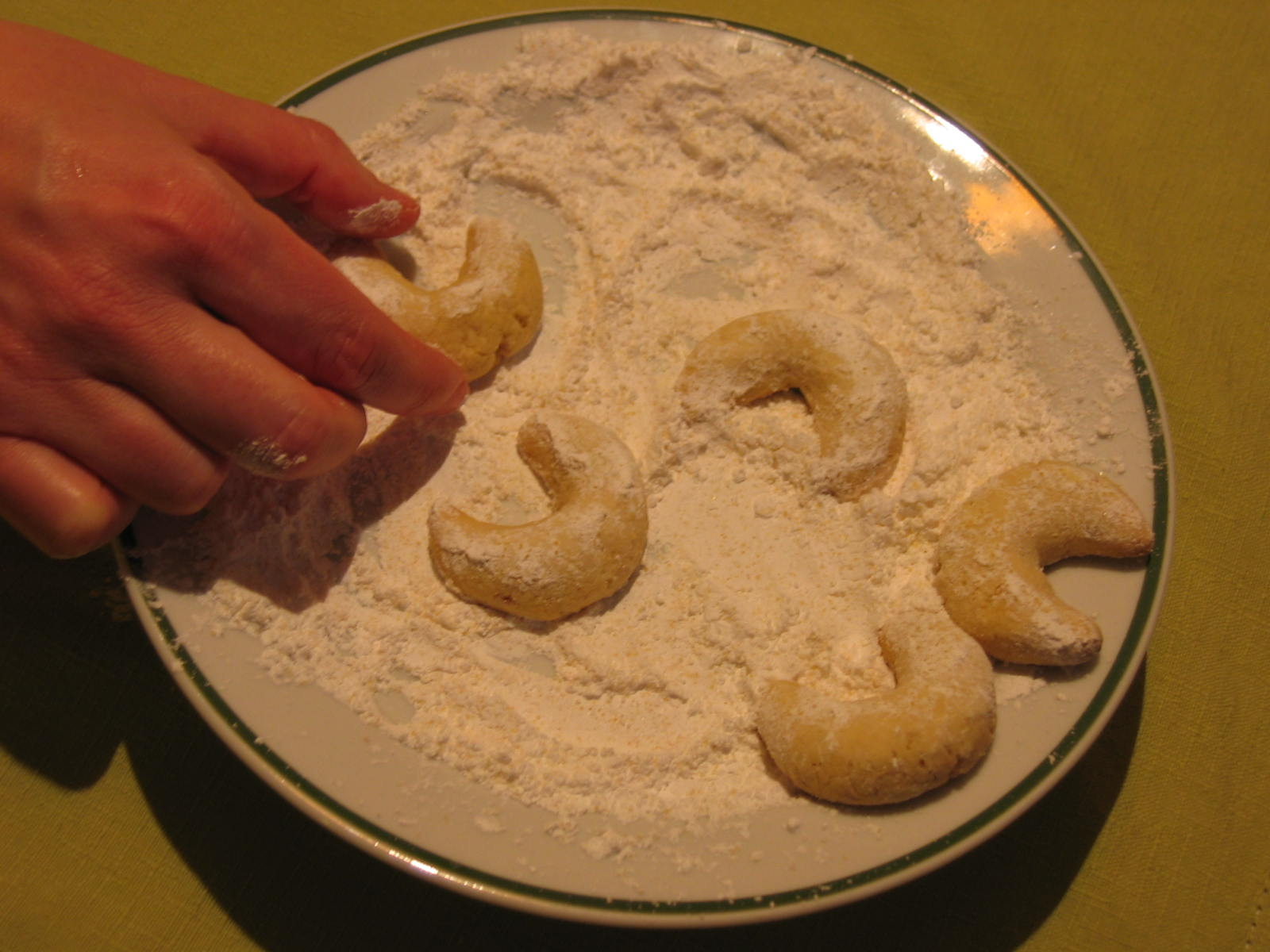
Po upečení se rohlíčky obalují v moučkovém cukru

## Historie
Vanilkové rohlíčky pochází z Rakouska, konkrétně z Vídně. Podle pověsti se začaly péct na počest porážky osmanských vojsk u Vídně v roce 1683. Osmanská říše tehdy měla na vlajce půlměsíc, proto se začaly péct vanilkové půlměsíčky. Ty se potom rozšířily po celé Rakouské monarchii, mj. také do Česka, kde se staly typickým vánočním cukrovím. V původním rakouském receptu se používají zásadně mleté mandle, v Česku se častěji používají vlašské ořechy.

## Galerie

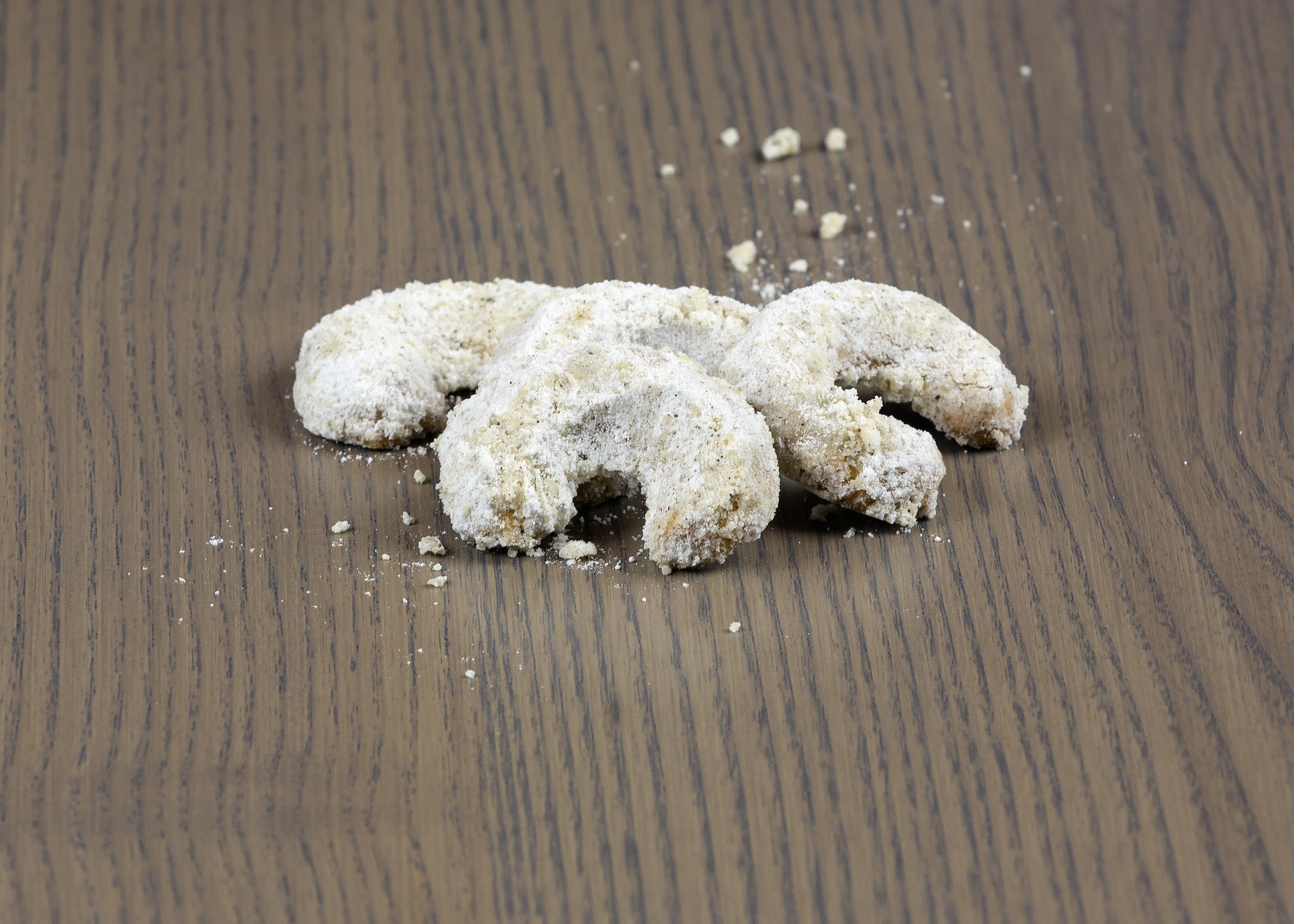
Vanilkové rohlíčky
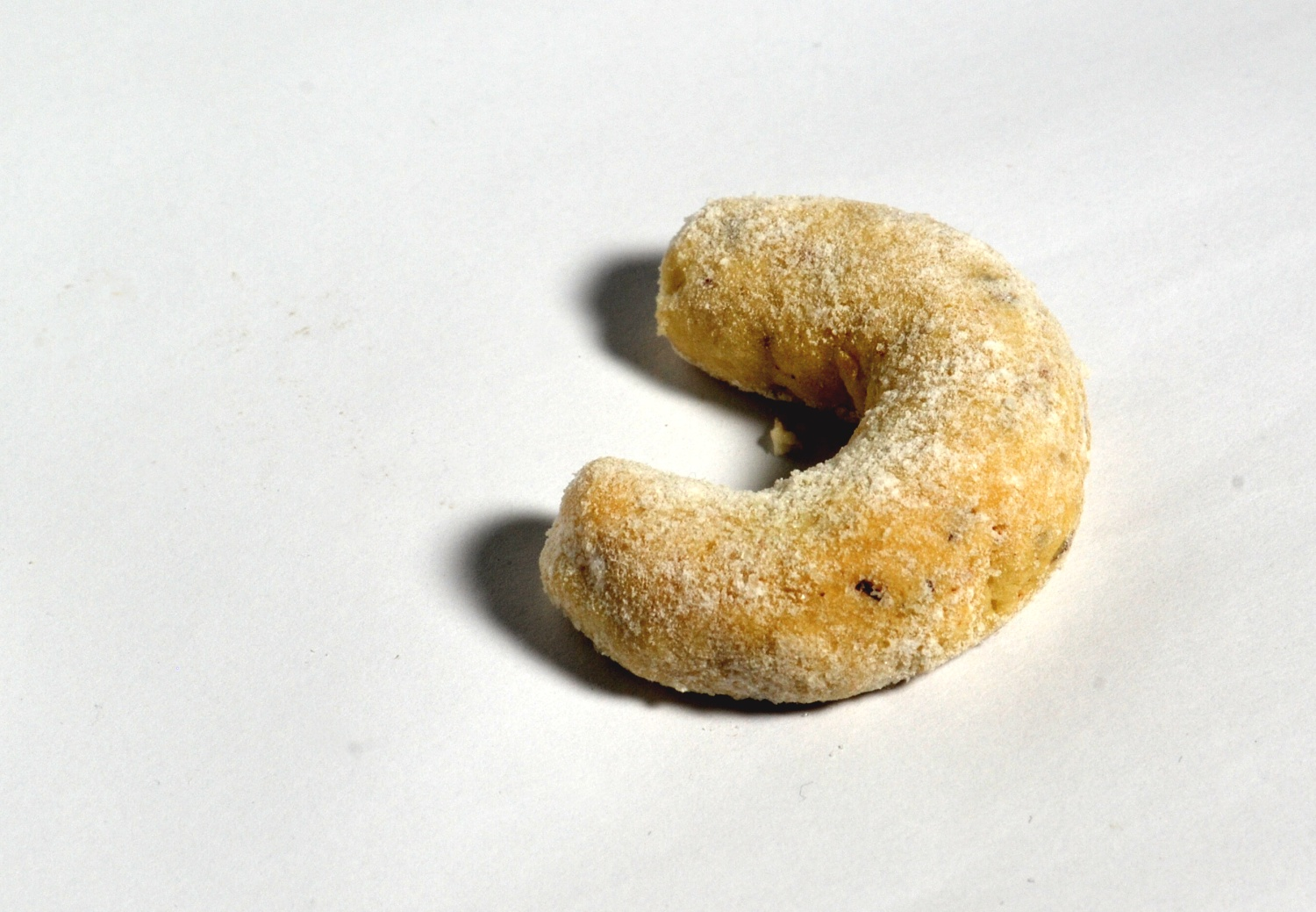
Vanilkový rohlíček, neobalený v cukru
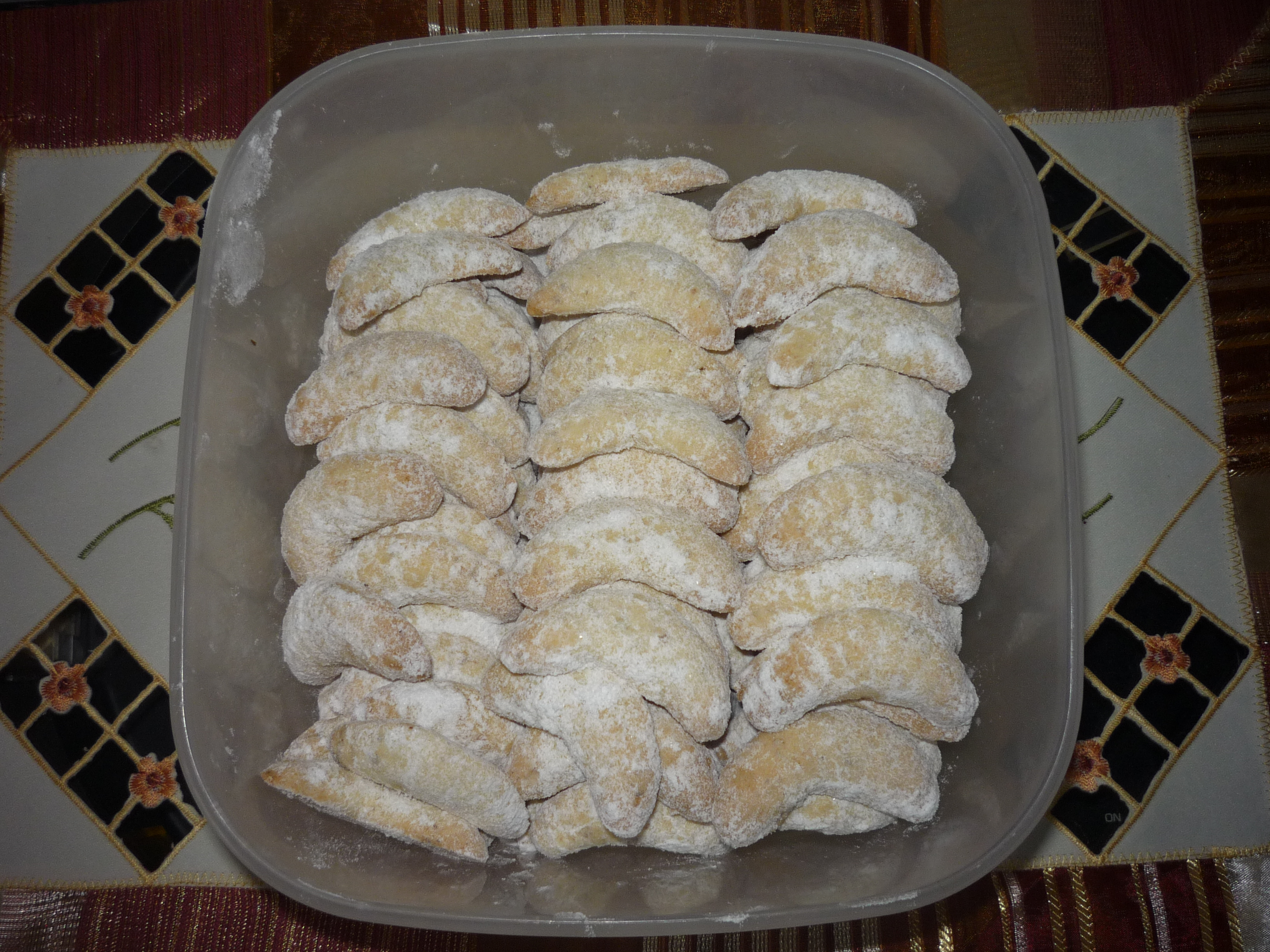
Bezlepkové vanilkové rohlíčky
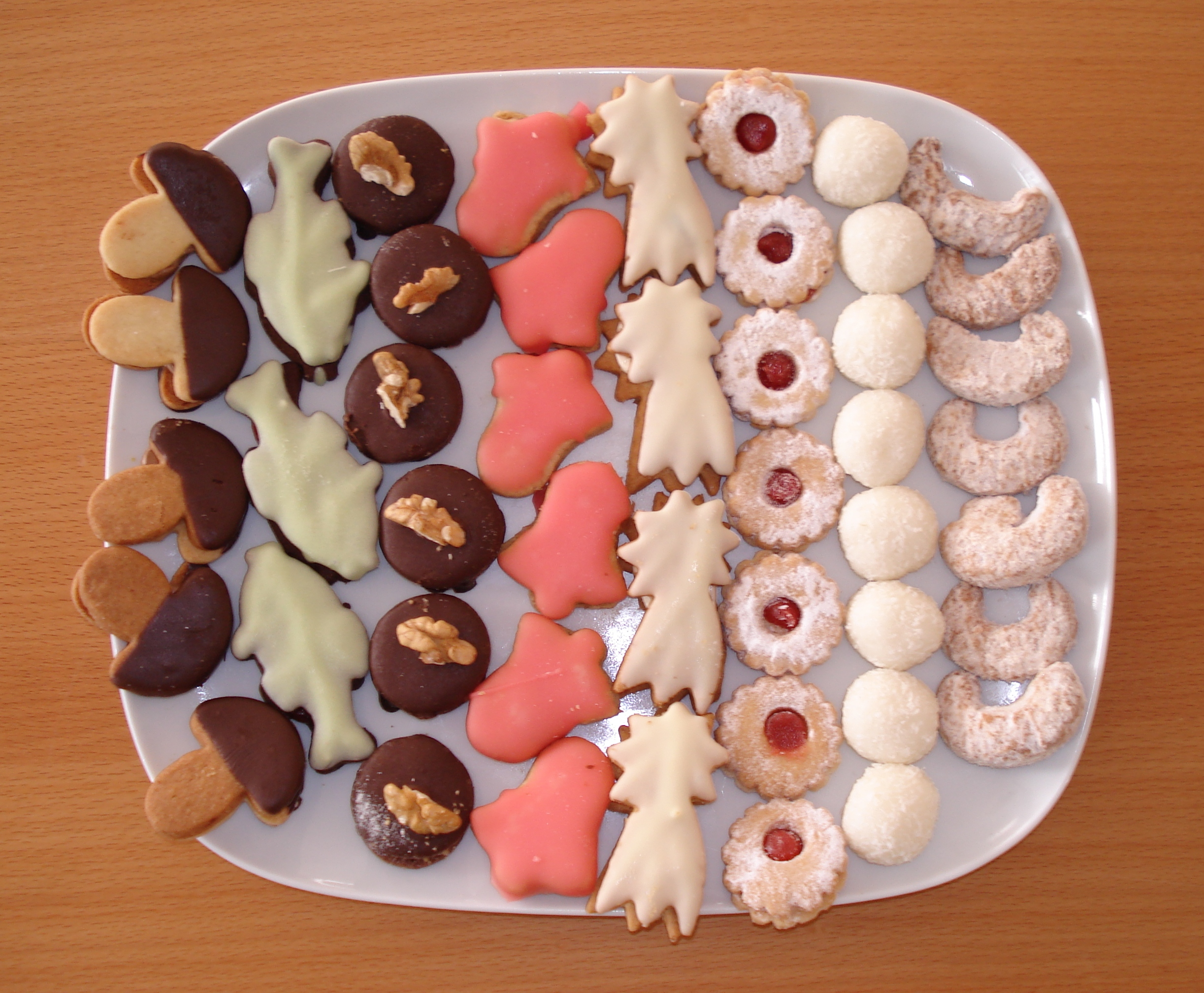
Talíř s různými druhy vánočního cukroví, vanilkové rohlíčky jsou vpravo
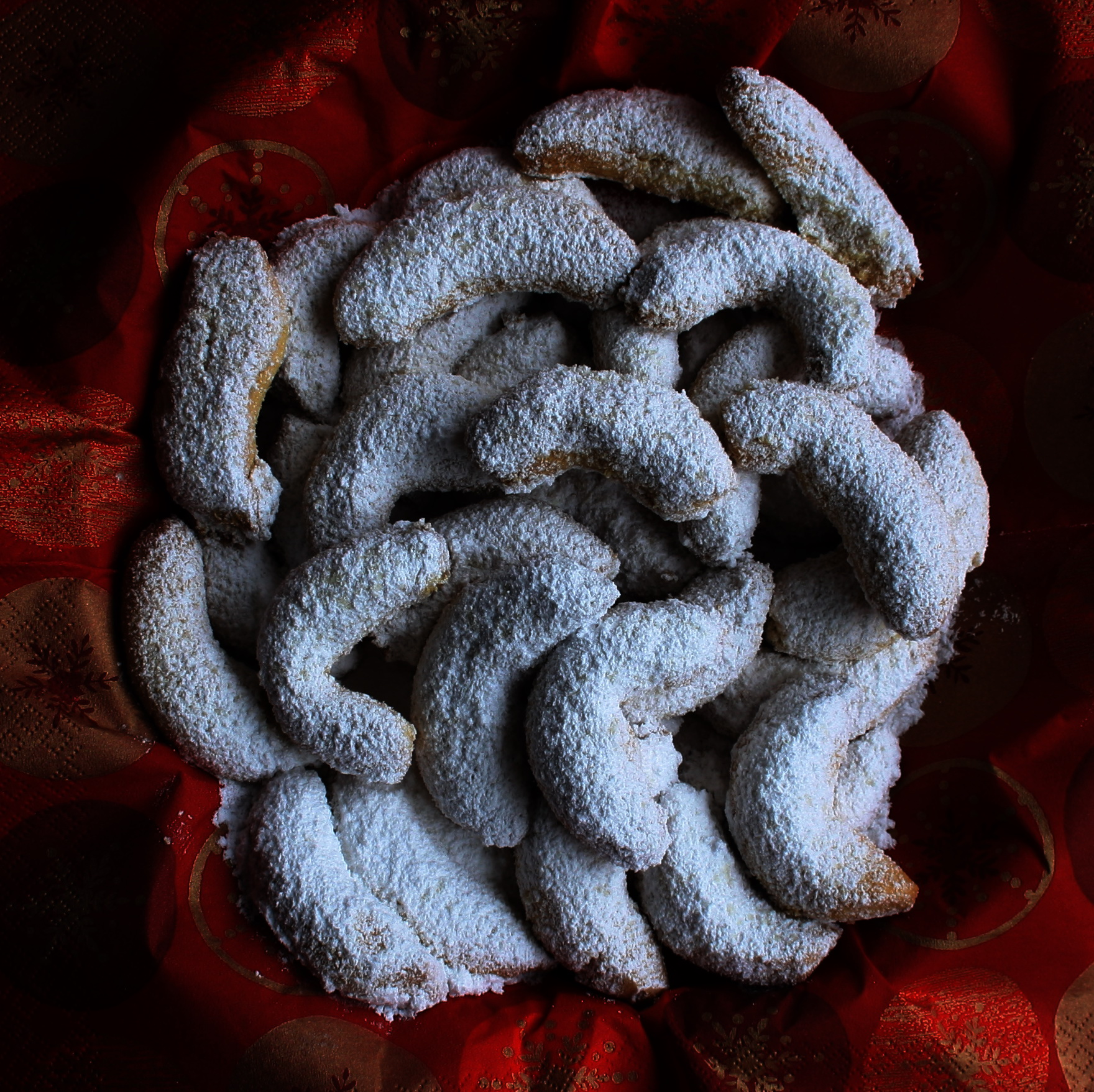
Vanilkové rohlíčky